# Habincaran
Habincaran is een bestuurslaag in het regentschap Mandailing Natal van de provincie Noord-Sumatra, Indonesië. Habincaran telt 128 inwoners (volkstelling 2010).